# 馬爾威恩 (伊利諾伊州)
馬爾威恩（英語：Malvern）是位於美國伊利諾伊州懷特塞德縣的一個非建制地區。該地的面積和人口皆未知。

## 地理
馬爾威恩的座標為41°51′19″N 89°53′12″W / 41.85528°N 89.88667°W，而該地的平均海拔高度為212米（即696英尺）。